# Efthymia Kolokytha
Efthymia Kolokytha (* 9. Juli 1987 in Veria) ist eine griechische Leichtathletin, die sich auf den Weitsprung spezialisiert hat.

## Sportliche Laufbahn
Erste Erfahrungen bei internationalen Meisterschaften sammelte Efthymia Kolokytha im Jahr 2012, als sie bei den Balkan-Meisterschaften in Eskişehir mit einer Weite von 6,13 m die Silbermedaille im Weitsprung gewann und mit der griechischen 4-mal-100-Meter-Staffel in 45,75 s siegte. 2014 schied sie bei den Europameisterschaften in Zürich mit 6,00 m in der Qualifikation aus und im Jahr darauf belegte sie bei den Balkan-Meisterschaften in Pitești mit 6,07 m den fünften Platz. 2016 gewann sie bei den Balkan-Meisterschaften ebendort mit 6,40 m die Bronzemedaille und verpasste anschließend bei den Europameisterschaften in Amsterdam mit 5,91 m den Finaleinzug. 2017 wurde sie bei den Balkan-Hallenmeisterschaften in Belgrad mit 6,18 m Fünfte und 2019 erreichte sie bei den Europaspielen in Minsk mit 6,14 m Rang 14, ehe sie bei den Balkan-Meisterschaften in Prawez mit 6,41 m die Silbermedaille gewann. 2021 klassierte sie sich bei den Balkan-Meisterschaften in Smederevo mit 6,28 m auf dem fünften Platz.
In den Jahren 2019 und 2021 wurde Kolokytha griechische Meisterin im Weitsprung im Freien sowie 2014 in der Halle. Zudem wurde sie 2010 und 2011 Hallenmeisterin im Fünfkampf sowie 2013 im 60-Meter-Lauf.

## Persönliche Bestleistungen
- 100 Meter: 12,26 s (+0,2 m/s), 30. Mai 2012 in Athen
  - 60 Meter (Halle): 7,69 s, 16. Februar 2013 in Piräus
- Weitsprung: 6,66 m (+1,4 m/s), 28. Mai 2016 in Kalamata
  - Weitsprung (Halle): 6,21 m, 18. Februar 2017 in Athen
- Siebenkampf: 5176 Punkte, 27. Juni 2010 in Hengelo
  - Fünfkampf (Halle): 3661 Punkte, 20. Februar 2011 in Peania